# Sejeong
Kim Sejeong (en hangul, 김세정; Gimje, Jeolla del Norte, 28 de agosto de 1996), más conocida por su nombre monónimo Sejeong (en hangul, 세정), es una cantante y actriz surcoreana. Obtuvo el segundo lugar en Produce 101 programa de supervivencia de Mnet y formó parte de I.O.I. Durante las promociones de I.O.I también debutó como integrante de Gugudan de su agencia Jellyfish Entertainment. Actualmente como actriz es conocida por sus papeles principales en las series de televisión School 2017 (2017), The Uncanny Counter (2020-2021,2023) y Business Proposal (2022).

## Biografía
Sejeong nació en Gimje, Jeolla del Norte, pero se trasladó a Anyang, Provincia de Gyeonggi, donde se quedó con su madre y su hermano mayor en la casa de su tía. Sus padres se separaron cuando ella era niña, dejando a su madre a cargo de ella y su hermano.
Actualmente, Kim estudia música práctica en la Universidad de Hanyang.

## Carrera

### Predebut
En 2012, Sejeong participó en la segunda temporada del programa de televisión K-pop Star 2 a la edad de 16 años. Ella no pasó a la segunda ronda de clasificación, pero Yang Hyun Suk (YG) la trajo de vuelta con un comodín para la ronda de casting donde realizó un dúo de la canción «I Need A Girl» de Taeyang con su compañero Jo Yoo Min. YG agrupaó a Sejeong con los concursantes Nicole Curry y Lee Soo Kyung para la ronda de reparto final. Sin embargo, al final de la ronda, no fue emitida por YG Entertainment, JYP Entertainment o S.M. Entertainment y fue eliminada de la competencia.

### Produce 101 e I.O.I
En enero de 2016, Sejeong, junto con sus compañeras Kim Na Young y Kang Mi Na, representaron a Jellyfish Entertainment en el reality show Produce 101 para la oportunidad de debutar en un grupo de chicas de Mnet. Las tres fueron asignados al «Grupo A» en el primer episodio del programa, lo que indica un alto nivel de apoyo en la encuesta semanal, y mantuvo su alto rango de popularidad a lo largo del programa. Sejeong logró el primer lugar en varios episodios,  ganando el título de «Dios Sejeong», que se ha convertido en su apodo.
El programa llegó a su fin el 1 de abril de 2016 y se anunció la última alineación de I.O.I, integrado por las primeras once ganadoras más votadas. Sejeong terminó segunda en general, con 525352 votos, convirtiéndose en un miembro oficial del grupo de chicas.
El 31 de julio de 2016, se anunció que I.O.I estaría promoviendo en conjunto para eventos y conciertos de publicidad. Pero en enero del 2017 fue anunciada su separación y que las aprendices volverían a sus respectivas agencias.

### 2016-2018: Gugudan, programas de variedades y debut como actor
Planes para que Sejeong sea anfirtriona en el nuevo programa de KBS Talents for Sale junto con Kim Jong Kook, Lee Seo Jin y Noh Hong Chul fueron anunciados en abril de 2016.
El 10 de junio de 2016, YMC Entertainment reveló que Sejeong no participaría en las promociones de I.O.I sino que en su lugar volvería a su agencia para debutar y promover con el grupo, Gugudan. El 28 de junio de 2016, Sejeong debutó oficialmente como miembro de Gugudan.
El 23 de noviembre de 2016, Sejeong participó en el proyecto musical de Jellyfish Entertainment, el cual lanzó el sencillo «Flower Way», producido por Zico de Block B junto con el vídeo musical.
Sejeong recibió su primer premio en el programa de música como artista en solitario con «Flower Way» en el episodio del 30 de noviembre de Show Champion. El 12 de enero de 2017, Sejeong lanzó la canción «If Only», para la banda sonora del drama coreano The Legend of the Blue Sea.
El 20 de enero de 2017, Sejeong fue anunciada para ser MC permanente del programa Get It Beauty de OnStyle.
En 2017 se unió como parte del elenco del programa de Netflix "Busted!".
En enero de 2018, Kim se convirtió en el primer coanfitrión especial del Alley Restaurant de Baek Jong-won, un programa de cocina variado presentado por el famoso chef Baek Jong-won.
Kim y su compañero artista de Jellyfish Entertainment, LEO de VIXX, fueron elegidos para cantar la canción de alegría oficial titulada "We, the Reds" para el equipo nacional de fútbol de Corea del Sur para el Torneo de la Copa Mundial 2018. 
En junio de 2018, fue elegida como uno de los miembros del equipo MDRS dirigido por Kim Byung-man en su tercera vez trabajando juntos, con la actriz Ha Ji-won y Nichkhun de 2PM para el programa de variedades de ciencia ficción de tvN Galileo: Awakened Universe que explora la idea de la vida en Marte. Todos los miembros volaron a Utah, Estados Unidos, a la Estación de Investigación del Desierto de Marte (MDRS), la instalación de simulación de la superficie de Marte más grande y de más larga duración en el mundo. Fueron el primer equipo de entretenimiento coreano en poner un pie en la Estación de Investigación.
Kim promocio con Gugudan en 2018. Este fue el último regreso del grupo antes de su pausa y eventual disolución en diciembre de 2020.
En junio de 2018, se formó un subgrupo de Gugudan llamado Gugudan SeMiNa con Kim y sus exintegrantes de Produce 101, Mina y Nayoung. Debutaron el 10 de julio de 2018 con la canción principal "SeMiNa". En septiembre de 2018, Kim lanzó la canción "Lover" para la banda sonora del popular drama coreano Mr. Sunshine. 

### 2019-presente: Carrera en solitario, debut musical y éxito como actriz
En 2019, Kim asumió su segundo papel principal en el drama de comedia romántica y misterio I Wanna Hear Your Song , donde interpretó a una timbalera que perdió la memoria debido a eventos traumáticos. Más tarde ganaría el K-Drama Hallyu Star Award en los KBS Drama Awards 2019 por el papel.
Después de un año de pausa como cantante y tres años desde su canción debut en solitario, Kim lanzó el sencillo "Tunnel" en colaboración con Dingo Music el 2 de diciembre de 2019, seguido de su primer EP autoescrito y compuesto titulado Plant ( coreano: 화분; RR: Hwabun ), con su sencillo principal del mismo nombre, lanzado el 17 de marzo de 2020. Recibió su segundo trofeo de un programa de premios musicales en The Show por su sencillo. Escribió y compuso todas las pistas de su EP, excepto el sencillo principal.  Kim lanzó el OST "All of My Days" para el popular drama Crash Landing on You, que se ubicó en el puesto 50 en la lista digital de Gaon, seguido de "What My Heart Says" para la banda sonora de Record of Youth .  Más tarde lanzó el sencillo digital "Whale" el 17 de agosto de 2020.
Luego, Kim hizo su debut musical como la protagonista femenina en Return: The Promise of the Day, un musical original del ejército que trata el tema de excavar los restos de los heroicos soldados que se sacrificaron para proteger a su país durante la guerra de Corea.
El 15 de julio de 2020, se confirmó que protagonizaría el drama de suspenso y fantasía The Uncanny Counter , donde interpretó el papel de Do Ha-na. Antes de filmar el drama, Kim junto con sus compañeros de reparto se entrenaron en una escuela de acción para prepararse para sus respectivos papeles. El drama se convirtió en la serie OCN mejor calificada de todos los tiempos, su inmensa popularidad también llevó a una renovación para la temporada 2. Kim también contribuyó al OST del drama a través de su canción compuesta y escrita por ella misma "Meet Again", que se ubicó en 147 en la tabla de Gaon Digital. 
Después de dos años de inactividad, el 31 de diciembre de 2020, Jellyfish Entertainment disolvió oficialmente a Gugudan y el 11 de mayo de 2021, Kim renovó su contrato con la empresa como solista y actriz. 
El 9 de marzo de 2021, se reveló que Kim estaba preparándose para su regreso. El 27 de marzo de 2021, Kim anunció "Sesang" como su nombre de fandom a través de las cuentas oficiales de las redes sociales. El 29 de marzo de 2021, Kim lanzó su segundo EP compuesto y escrito por ella misma titulado I'm con su sencillo principal " Advertencia ". Más tarde ese año, también apareció en el álbum Flower 9 de MC Mong con la canción "Can I Go Back". 
En abril de 2021 se anunció que estaba en pláticas para unirse al elenco de la serie Today’s Webtoon, de aceptar podría dar vida a On Ma-eum, una novata que ingresa al departamento editorial de webtoon después de vencer todas las probabilidades, que dejó  su carrera atlética cuando un desafortunado accidente durante un partido le desgarró el ligamento del tobillo. La serie es la adaptación coreana del drama japonés "Sleepeeer Hit!".
En agosto del mismo año se anunció que se había unido al elenco principal de la serie Propuesta laboral, donde interpretará a la extravagante y optimista Shin Ha-ri. La serie se estrenó en febrero de 2022 y fue un gran éxito de audiencia, tanto en su país como a través de la distribución internacional por Netflix. Éxito que sorprendió a la propia actriz.
El 25 de marzo de 2022 se confirmó que se había unido al elenco principal de la serie Today's Webtoon . El drama es un remake de la serie japonesa Sleepeeer Hit!.

## Discografía

### Composiciones
| Título                               | Año  | Artista    | Álbum                          | Letras | Música |
| ------------------------------------ | ---- | ---------- | ------------------------------ | ------ | ------ |
| «Dear» (너에게)                      | 2018 | Gugudan    | Act. 5 New Action              | Yes    | No     |
| «Hopes for Tomorrow» (오늘은 괜찮아) | 2020 | Ella misma | Plant                          | Yes    | Yes    |
| «Skyline»                            | 2020 | Ella misma | Plant                          | Yes    | Yes    |
| «Swim Away» (오리발)                 | 2020 | Ella misma | Plant                          | Yes    | Yes    |
| «In My Dream» (꿈속에서 널)          | 2020 | Ella misma | Plant                          | Yes    | Yes    |
| «Whale»                              | 2020 | Ella misma | Sin álbum                      | Yes    | Yes    |
| «Meet Again» (재회 (再會))           | 2020 | Ella misma | The Uncanny Counter OST Part 2 | Yes    | Yes    |
| «Teddy Bear»                         | 2021 | Ella misma | I'm                            | Yes    | Yes    |
| «Warning» (feat. Lil Boi)            | 2021 | Ella misma | I'm                            | Yes    | Yes    |
| «Do dum chit» (밤산책)               | 2021 | Ella misma | I'm                            | Yes    | Yes    |
| «Let's Go Home» (집에 가자)          | 2021 | Ella misma | I'm                            | Yes    | Yes    |
| «Maybe I Am» (아마 난 그대를)        | 2021 | Ella misma | I'm                            | Yes    | Yes    |

## Filmografía

### Series de televisión
| Año     | Título                  | Cadena             | Papel         | Notas              | Ref.                 |
| ------- | ----------------------- | ------------------ | ------------- | ------------------ | -------------------- |
| 2016    | The Sound of Your Heart | Naver TV Cast KBS2 |               | Aparición especial |                      |
| 2017    | School 2017             | KBS2               | Ra Eun-ho     | Protagonista       |                      |
| 2019    | I Wanna Hear Your Song  | KBS                | Hong Yi-young | Protagonista       | [ 26 ]               |
| 2020-23 | The Uncanny Counter     | OCN                | Do Ha-na      | Protagonista       | [ 27 ]               |
| 2022    | Propuesta laboral       | SBS                | Shin Ha-ri    | Protagonista       | [ 28 ]               |
| 2022    | Today's Webtoon         | SBS                | On Ma-eum     | Protagonista       | [ 29 ] [ 30 ]        |
| 2024    | Brewing Love            | ENA                | Chae Young-ju | Protagonista       | [ 31 ] [ 32 ] [ 33 ] |

### Programas de televisión
| Año     | Título                              | Cadena        | Notas                             | Ref.   |
| ------- | ----------------------------------- | ------------- | --------------------------------- | ------ |
| 2012-13 | K-pop Star 2                        | SBS           | Eliminada en la ronda de audición |        |
| 2016    | Produce 101                         | Mnet          | Competidora                       |        |
| 2016    | Talents for Sale                    | KBS2          | Presentadora regular              |        |
| 2016    | Battle Trip                         | KBS2          | Presentadora invitada             | [ 34 ] |
| 2016    | Running Man                         | SBS           | Participante                      |        |
| 2017    | King of Mask Singer                 | MBC           | Participante                      | [ 35 ] |
| 2017    | Law of the Jungle in Sumatra        | SBS           | Miembro del elenco                | [ 36 ] |
| 2017    | Get It Beauty                       | OnStyle       | Presentadora                      | [ 17 ] |
| 2017    | Hello Counselor                     | KBS2          | Invitada                          |        |
| 2017    | Battle Trip                         | KBS2          | Participante con Nayoung          |        |
| 2017    | Lipstick Prince                     | OnStyle       | Invitada con Nayoung              |        |
| 2018    | Please Take Care of My Refrigerator | JTBC          | Invitada con Nayoung              | [ 37 ] |
| 2018    | My Brain-fficial                    | Naver TV Cast | Invitada                          |        |
| 2018    | Galileo: Awakened Universe          | TVN           | Miembro del elenco                | [ 38 ] |
| 2018-21 | Busted!                             | Netflix       | Miembro del elenco                |        |
| 2019    | Radio Star                          | MBC           | Presentadora invitada             | [ 39 ] |
| 2019    | Prison Life of Fools (Mafia)        | TVN           | Invitada                          |        |
| 2020    | Knowing Bros (Ask Us Anything)      | JTBC          | Invitada                          | [ 40 ] |
| 2021    | Amazing Saturday (DoReMi Market)    | TVN           | Invitada                          | [ 41 ] |

## Teatro
| Título                         | Año  | Papel    | Nota(s)         |
| ------------------------------ | ---- | -------- | --------------- |
| Return: The Promise of the Day | 2020 | Hae-sung | Debut teatral   |
| Redbook                        | 2021 | Anna     | Papel principal |

## Premios y nominaciones
| Premio                           | Año  | Categoría                                                          | Trabajo nominado                                     | Resultado | Ref.   |
| -------------------------------- | ---- | ------------------------------------------------------------------ | ---------------------------------------------------- | --------- | ------ |
| APAN Star Awards                 | 2022 | Excellence Award, Actress in a Miniseries                          | Propuesta laboral                                    | Nominada  | [ 42 ] |
| APAN Star Awards                 | 2022 | Popularity Star Award, Actress                                     | Propuesta laboral                                    | Nominada  | [ 43 ] |
| APAN Star Awards                 | 2022 | Best Couple                                                        | Ella misma (con Ahn Hyo-seop) Propuesta laboral      | Nominados | [ 43 ] |
| Asia Artist Awards               | 2017 | Popularity Award                                                   | Ella misma                                           | Nominada  |        |
| Asia Artist Awards               | 2022 | DCM Popularity Award – Actress                                     | Ella misma                                           | Ganadora  | [ 44 ] |
| Asia Artist Awards               | 2022 | Best Actor Award                                                   | Ella misma                                           | Ganadora  | [ 45 ] |
| Baeksang Arts Awards             | 2018 | Best New Actress – Television                                      | School 2017                                          | Nominada  | [ 46 ] |
| Brand Consumer Loyalty Awards    | 2020 | Best Female Variety Idol                                           | Ella misma                                           | Nominada  | [ 47 ] |
| Brand Consumer Loyalty Awards    | 2021 | Best Female Idol Actress                                           | Ella misma                                           | Ganadora  | [ 48 ] |
| Brand Consumer Loyalty Awards    | 2021 | Best Female Idol Entertainer                                       | Ella misma                                           | Nominada  | [ 49 ] |
| Brand Consumer Loyalty Awards    | 2022 | Best Female Idol Actress                                           | Ella misma                                           | Ganadora  | [ 50 ] |
| Brand of the Year Awards         | 2018 | Female Idol-Actor Award                                            | Ella misma                                           | Ganadora  | [ 51 ] |
| Brand of the Year Awards         | 2021 | Female Multi-tainer of the Year                                    | Ella misma                                           | Ganadora  |        |
| Brand of the Year Awards         | 2022 | Best Female Acting Idol                                            | Ella misma                                           | Ganadora  | [ 52 ] |
| KBS Drama Awards                 | 2017 | Best New Actress                                                   | School 2017                                          | Ganadora  | [ 53 ] |
| KBS Drama Awards                 | 2017 | Netizen Award                                                      | School 2017                                          | Nominada  |        |
| KBS Drama Awards                 | 2017 | Best Couple Award                                                  | Ella misma (con Kim Jung-hyun) School 2017           | Nominados |        |
| KBS Drama Awards                 | 2019 | Excellence Award, Actress in a Miniseries                          | I Wanna Hear Your Song                               | Nominada  |        |
| KBS Drama Awards                 | 2019 | K-Drama Hallyu Star Award                                          | I Wanna Hear Your Song                               | Ganadora  | [ 54 ] |
| KBS Drama Awards                 | 2019 | Best Couple Award                                                  | Ella misma (con Yeon Woo-jin) I Wanna Hear Your Song | Nominados |        |
| KBS Entertainment Awards         | 2016 | Rookie Variety                                                     | Talents for Sale                                     | Nominada  |        |
| Korea Drama Awards               | 2017 | Best New Actress                                                   | School 2017                                          | Nominada  |        |
| Korea First Brand Awards         | 2019 | Female Idol-Actor Award                                            | Ella misma                                           | Ganadora  | [ 55 ] |
| Korea Musical Awards             | 2022 | Best New Actress                                                   | Red Book                                             | Nominada  | [ 56 ] |
| Melon Music Awards               | 2017 | Top 10 Artists                                                     | Ella misma                                           | Nominada  | [ 57 ] |
| Melon Music Awards               | 2017 | Hot Trend Award                                                    | «Flower Way»                                         | Nominada  |        |
| Melon Music Awards               | 2017 | Hot Trend Award                                                    | «I Like You, I Don't» (con Lee Tae-il de Block B)    | Nominados |        |
| MAMA Awards                      | 2017 | Best Vocal Performance (Female Solo)                               | «Flower Way»                                         | Nominada  |        |
| MAMA Awards                      | 2017 | Qoo10 Song of the Year                                             | «Flower Way»                                         | Nominada  |        |
| SBS Drama Awards                 | 2022 | Best Couple                                                        | Ella misma (con Ahn Hyo-seop) Propuesta laboral      | Ganadores | [ 58 ] |
| SBS Drama Awards                 | 2022 | Top Excellence Award, Actress in a Miniseries Romance/Comedy Drama | Propuesta laboral                                    | Ganadora  |        |
| SBS Entertainment Awards         | 2017 | Best Challenge Award                                               | Law of the Jungle                                    | Ganadora  | [ 59 ] |
| Seoul International Drama Awards | 2022 | Outstanding Performance of Korean Drama of the Year – Actress      | Propuesta laboral                                    | Nominada  | [ 60 ] |
| The Seoul Awards                 | 2017 | Best New Actress (Drama)                                           | School 2017                                          | Nominada  | [ 61 ] |
| The Seoul Awards                 | 2017 | Popular Actress Award (Drama)                                      | School 2017                                          | Ganadora  | [ 62 ] |

### Listados
| Publicación | Año  | Listado               | Posición | Ref.   |
| ----------- | ---- | --------------------- | -------- | ------ |
| Forbes      | 2023 | Korea Power Celebrity | 26th     | [ 63 ] |